# Uterqüe
Uterqüe és el nou format comercial del grup Inditex, dedicat a accessoris, complements de moda amb una acurada selecció de peces en tèxtil i pell d'excel·lent qualitat. La col·lecció ha estat dissenyada íntegrament per l'equip de creació d'Uterqüe.
L'estètica de les botigues, un total de 50 a Espanya, Portugal i Grècia, el disseny dels espais s'ha concebut per fer funcionals les botigues.

## Història
- El Juliol de 2008, s'inaugura la primera botiga a La Corunya.
- El Juliol de 2009, s'inauguren noves botigues a Bèlgica i Dubai.
- Desembre de 2009, s'inaugura la primera botiga a Mèxic, Ara Uterqüe ja té botigues a Espanya, Portugal, Grècia, Bèlgica, Xipre, Qatar, Kuwait i Emirats Àrabs.[1]